# Jean Capelle
Jean Capelle (ur. 26 października 1913 w Liège, zm. 20 lutego 1977 tamże) – belgijski piłkarz, reprezentant kraju, grający na pozycji napastnika. 

## Kariera klubowa
Capelle całą swoją karierę piłkarską spędził w drużynie Standard Liège. Swój pierwszy mecz w barwach drużyny z Liège rozegrał w 1929.
Capelle przez lata stanowił o sile drużyny, dla której w 5 sezonach zdobył powyżej 20 bramek w lidze. W swoim najlepszym sezonie (1935/36) strzelił w lidze aż 29 bramek. Był piłkarzem drużyny Standardu do 1944, w którym to rozegrał 285 spotkań, w których strzelił 245 bramek.
| Sezon   | Klub           | Kraj   | Rozgrywki     | Mecze | Bramki |
| ------- | -------------- | ------ | ------------- | ----- | ------ |
| 1929/30 | Standard Liège | Belgia | Eerste klasse | 12    | 13     |
| 1930/31 | Standard Liège | Belgia | Eerste klasse | 22    | 16     |
| 1931/32 | Standard Liège | Belgia | Eerste klasse | 25    | 20     |
| 1932/33 | Standard Liège | Belgia | Eerste klasse | 18    | 23     |
| 1933/34 | Standard Liège | Belgia | Eerste klasse | 15    | 17     |
| 1934/35 | Standard Liège | Belgia | Eerste klasse | 10    | 13     |
| 1935/36 | Standard Liège | Belgia | Eerste klasse | 26    | 29     |
| 1936/37 | Standard Liège | Belgia | Eerste klasse | 14    | 10     |
| 1937/38 | Standard Liège | Belgia | Eerste klasse | 25    | 27     |
| 1938/39 | Standard Liège | Belgia | Eerste klasse | 21    | 27     |
| 1939/40 | Standard Liège | Belgia | Eerste klasse | 7     | 7      |
| 1940/41 | Standard Liège | Belgia | Eerste klasse | 9     | 7      |
| 1941/42 | Standard Liège | Belgia | Eerste klasse | 19    | 15     |
| 1942/43 | Standard Liège | Belgia | Eerste klasse | 22    | 16     |
| 1943/44 | Standard Liège | Belgia | Eerste klasse | 22    | 14     |

## Kariera reprezentacyjna
Karierę reprezentacyjną rozpoczął 29 marca 1931 w meczu przeciwko Holandii, przegrany 2:3. W 1934 został powołany przez trenera Hectora Goetincka na Mistrzostwa Świata we Włoszech. 
Jego reprezentacja poległa w pierwszej rundzie z Niemcami 2:5, a Capelle rozegrał pełne 90 minut. Znalazł się także w kadrze na Mistrzostwa Świata 1938, pełniąc rolę rezerwowego. Capelle łącznie w latach 1931–1939 zagrał w 34 spotkaniach reprezentacji Belgii i strzelił 19 bramek. 
| Mecze i gole w reprezentacji | Mecze i gole w reprezentacji | Mecze i gole w reprezentacji | Mecze i gole w reprezentacji | Mecze i gole w reprezentacji | Mecze i gole w reprezentacji | Mecze i gole w reprezentacji |
| #                            | Data                         | Miasto                       | Przeciwnik                   | Gol                          | Wynik                        | Rozgrywki                    |
| ---------------------------- | ---------------------------- | ---------------------------- | ---------------------------- | ---------------------------- | ---------------------------- | ---------------------------- |
| 1.                           | 29.03.1931                   | Amsterdam                    | Holandia                     |                              | 2:3                          | towarzyski                   |
| 2.                           | 03.05.1931                   | Deurne                       | Holandia                     |                              | 4:2                          | towarzyski                   |
| 3.                           | 16.05.1931                   | Molenbeek                    | Anglia                       | Gol                          | 1:4                          | towarzyski                   |
| 4.                           | 06.12.1931                   | Bruksela                     | Szwajcaria                   | Gol · Gol                    | 2:1                          | towarzyski                   |
| 5.                           | 20.03.1932                   | Deurne                       | Holandia                     |                              | 1:4                          | towarzyski                   |
| 6.                           | 17.04.1932                   | Amsterdam                    | Holandia                     | Gol                          | 1:2                          | towarzyski                   |
| 7.                           | 01.05.1932                   | Bruksela                     | Francja                      | Gol                          | 5:2                          | towarzyski                   |
| 8.                           | 05.06.1932                   | Kopenhaga                    | Dania                        | Gol · Gol · Gol              | 4:3                          | towarzyski                   |
| 9.                           | 12.06.1932                   | Sztokholm                    | Szwecja                      |                              | 1:3                          | towarzyski                   |
| 10.                          | 12.02.1933                   | Bruksela                     | Włochy                       |                              | 2:3                          | towarzyski                   |
| 11.                          | 26.11.1933                   | Bruksela                     | Dania                        |                              | 2:2                          | towarzyski                   |
| 12.                          | 21.01.1934                   | Bruksela                     | Francja                      |                              | 2:3                          | towarzyski                   |
| 13.                          | 25.02.1934                   | Dublin                       | Irlandia                     | Gol                          | 4:4                          | El. MŚ 1934                  |
| 14.                          | 29.04.1934                   | Deurne                       | Holandia                     |                              | 2:4                          | El. MŚ 1934                  |
| 15.                          | 27.05.1934                   | Florencja                    | III Rzesza                   |                              | 2:5                          | MŚ 1934                      |
| 16.                          | 28.04.1935                   | Bruksela                     | III Rzesza                   |                              | 1:6                          | towarzyski                   |
| 17.                          | 17.11.1935                   | Bruksela                     | Szwecja                      | Gol · Gol                    | 5:1                          | towarzyski                   |
| 18.                          | 16.02.1936                   | Bruksela                     | Polska                       |                              | 0:2                          | towarzyski                   |
| 19.                          | 29.03.1936                   | Amsterdam                    | Holandia                     |                              | 0:8                          | towarzyski                   |
| 20.                          | 03.05.1936                   | Bruksela                     | Holandia                     |                              | 1:1                          | towarzyski                   |
| 21.                          | 09.05.1936                   | Bruksela                     | Anglia                       |                              | 3:2                          | towarzyski                   |
| 22.                          | 24.05.1936                   | Bazylea                      | Anglia                       | Gol                          | 3:2                          | towarzyski                   |
| 23.                          | 02.05.1937                   | Rotterdam                    | Holandia                     |                              | 0:1                          | towarzyski                   |
| 24.                          | 06.06.1937                   | Belgrad                      | Jugosławia                   | Gol                          | 1:1                          | towarzyski                   |
| 25.                          | 10.06.1937                   | Bukareszt                    | Rumunia                      |                              | 1:2                          | towarzyski                   |
| 26.                          | 30.01.1938                   | Paryż                        | Francja                      |                              | 3:5                          | towarzyski                   |
| 27.                          | 27.02.1938                   | Rotterdam                    | Holandia                     |                              | 2:7                          | towarzyski                   |
| 28.                          | 08.05.1938                   | Lozanna                      | Szwajcaria                   | Gol                          | 3:0                          | towarzyski                   |
| 29.                          | 15.05.1938                   | Mediolan                     | Włochy                       | Gol                          | 1:6                          | towarzyski                   |
| 30.                          | 29.05.1938                   | Bruksela                     | Jugosławia                   | Gol                          | 2:2                          | towarzyski                   |
| 31.                          | 19.03.1939                   | Deurne                       | Holandia                     | Gol · Gol · Gol              | 5:4                          | towarzyski                   |
| 32.                          | 23.04.1939                   | Amsterdam                    | Holandia                     |                              | 2:3                          | towarzyski                   |
| 33.                          | 14.05.1939                   | Rocourt                      | Szwajcaria                   |                              | 1:2                          | towarzyski                   |
| 34.                          | 18.05.1939                   | Bruksela                     | Francja                      |                              | 1:3                          | towarzyski                   |